# St. Dominikus (Kaufbeuren)

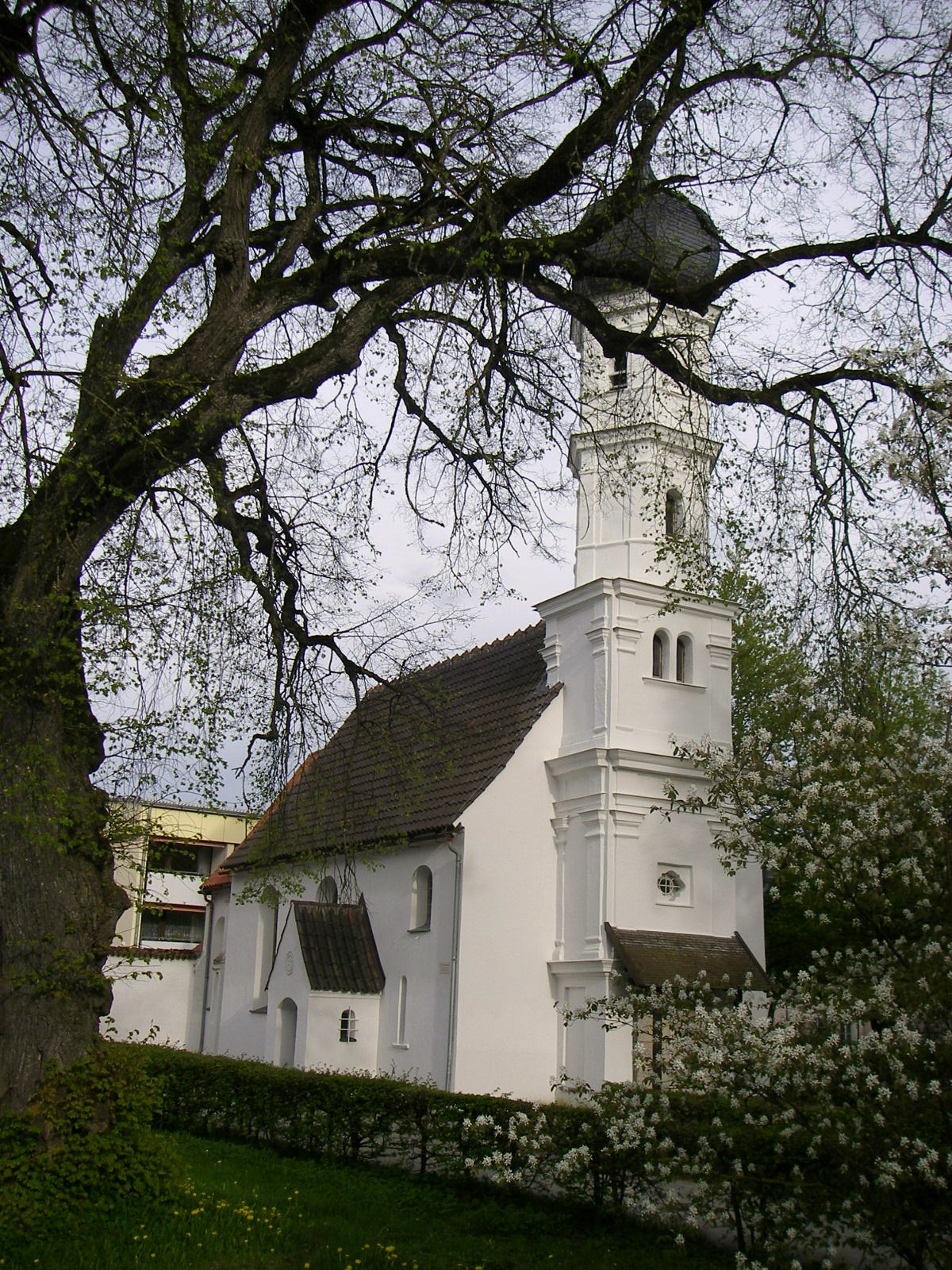
Die St.-Dominikus-Kirche in Kaufbeuren

St. Dominikus ist die älteste erhaltene Kirche der Stadt Kaufbeuren und vereint in ihrer Bausubstanz romanische, gotische und barocke Elemente. Es handelt sich um eine Spitalkirche.

## Geschichte
Die Stadt Kaufbeuren entsprach durch den Bau eines Leprosenhauses vor den Toren der Stadt jenseits der Wertach den Forderungen des Dritten Laterankonzils von 1179, in dem unter anderem die Versorgung von Aussätzigen geregelt wurde. Gemäß nicht belegbarer Quellen soll bereits unter welfischer Herrschaft 1182 eine Leprosenkapelle an der Stelle von St. Dominikus geweiht worden sein. 1263 ließen sich auf Erlaubnis des Augsburger Bischofs Hartmann von Dillingen Dominikaner in Kaufbeuren nieder, um die Leprosen zu pflegen. Ausgehend von der These eines bereits bestehenden Sakralbaus erhielt die Kirche wohl erst mit der Übernahme durch den Orden das Patrozinium des hl. Dominikus. Vorher war sie womöglich einem anderen Heiligen geweiht, vermutlich dem heiligen Blasius, der als Welfenheiliger gilt. Seit 1282 ist die Existenz einer Kapelle an diesem Ort belegt. Nachdem zunächst das innerstädtische Heilig-Geist-Spital die Verwaltung der Krankenpflege innegehabt hatte, wurde 1430 nach dem Weggang der Dominikaner vom Rat der Stadt ein bürgerlicher Pfleger für das Siechenhaus bestellt. Die Kirche wurde 1483 neu geweiht.
Seit 1624 stand St. Dominikus sowohl Katholiken als auch Protestanten offen. 1709 erfolgte ein Umbau und eine Erweiterung im barocken Stil. St. Dominikus wurde nach dem Ersten Weltkrieg zur Kriegergedächtniskirche umgestaltet. Seit 1923 fanden die Gefallenenehrungen der Stadt Kaufbeuren bei St. Dominikus statt. Ab 1946 wurde St. Dominikus die erste Heimstätte der aus dem Sudetenland vertriebenen Altkatholiken. In den 1990er Jahren gründete der Pfarrkurat Heinz Panhans den Förderverein St.-Dominikus-Kirche Kaufbeuren e. V., um den Verfall der Kirche zu stoppen. Als dringlichste Maßnahme wurden zuerst die alten Mauern trockengelegt. St. Dominikus dient heute als ökumenische Kirche für die Römisch-katholische Gemeinde St. Ulrich und für die Alt-Katholische Gemeinde Christi Himmelfahrt Neugablonz als Ort für geistliche Konzerte und als beliebte Trauungskirche.
Das zum Ensemble gehörende, benachbarte Siechenhaus diente der Versorgung Leprakranker. Von 1330 bis ins 15. Jahrhundert wurde es von der Hospitalstiftung zum Heiligen Geist (Kaufbeuren) verwaltet. Ab 1827 wurde es von der Stadt als Armen- und Arbeitshaus genutzt. Seit 1979 gehört das Gebäude wieder der Kaufbeurer Hospitalstiftung und beherbergt seit 2009 einen speziellen Wohn- und Pflegebereich für schwer demenzkranke Menschen.

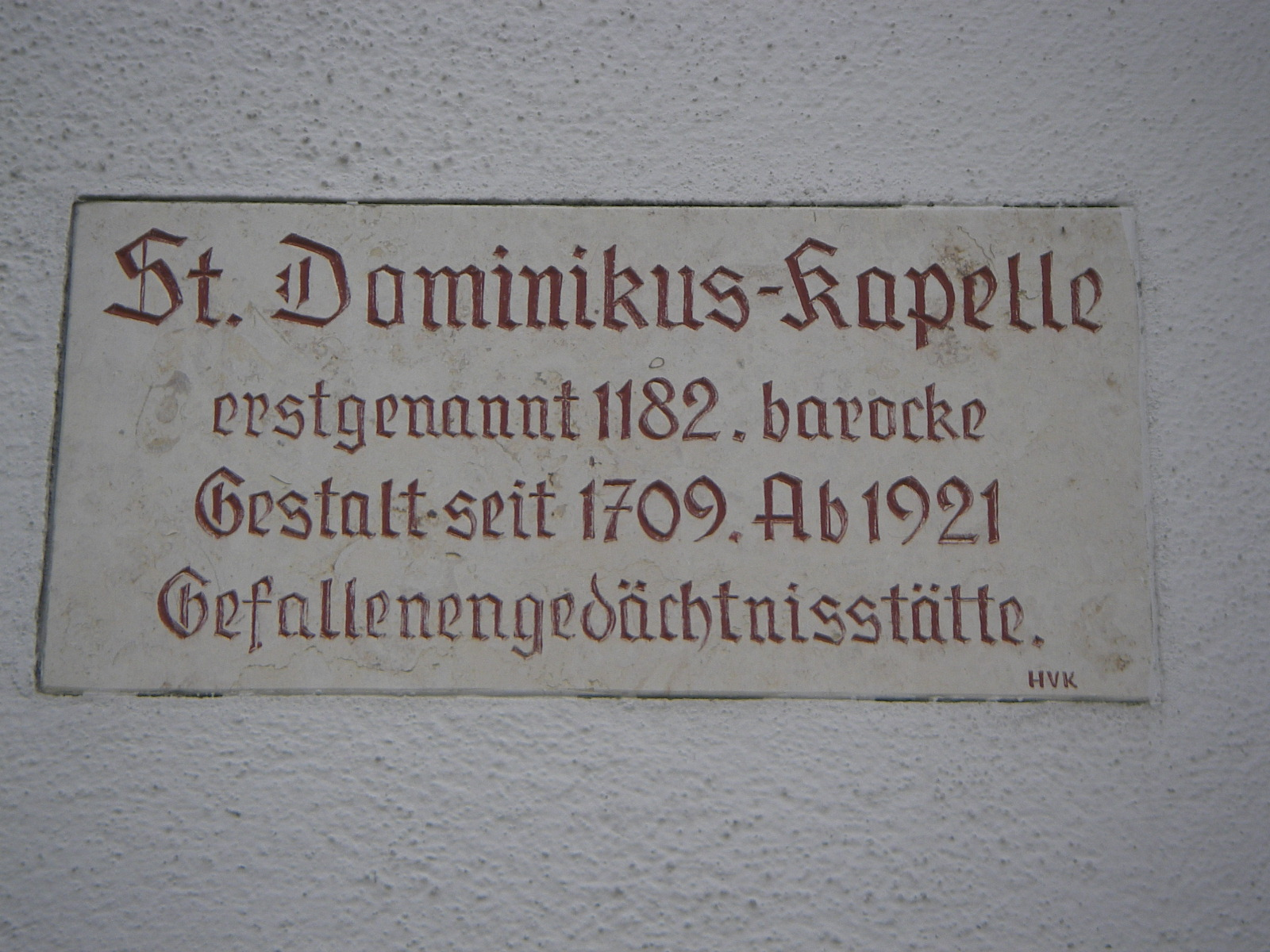
Informationstafel an der Kirche

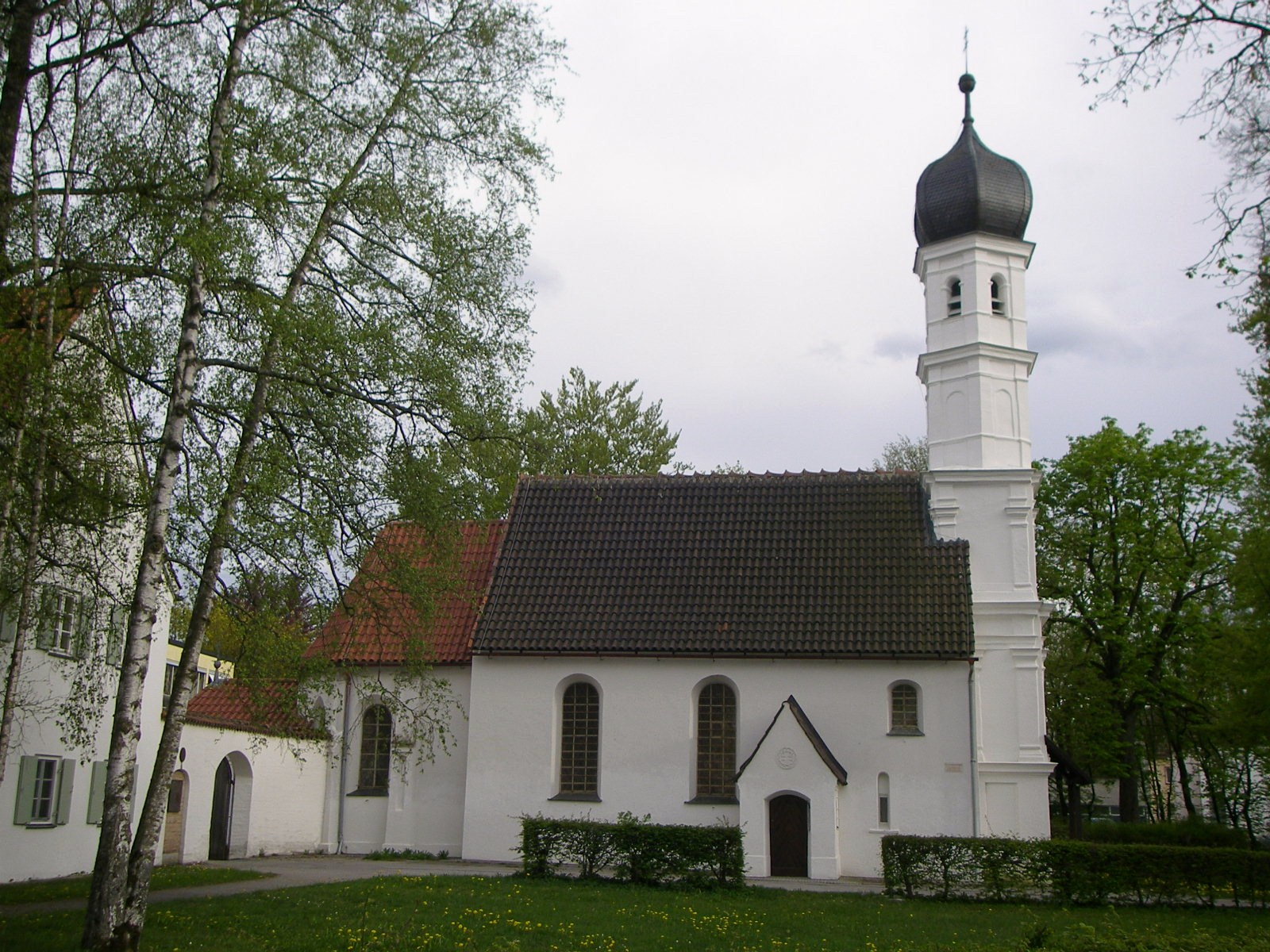
St. Dominikus, Nordansicht mit Siechenhaus links

## Baugeschichte
Die Seitenwände und die Kirchrückwand gelten bis zur Höhe von 3,40 Meter als ältestes Baudenkmal der Stadt Kaufbeuren. Bei den letzten Sanierungsmaßnahmen 1964/65 und 2000 erkannte man in dem Tuffstein-Mauerwerk romanische Bausubstanz eines Vorgängerbaus aus dem 12. Jahrhundert. Wahrscheinlich trug diese romanische Saalkirche bereits ein Satteldach. An der Westseite von St. Dominikus ist der steile Giebelansatz unter dem Verputz erhalten. 1483 brach man die Ostmauer ab, um den gotischen Chor zu erbauen; ein Turmunterbau wurde errichtet. Im Langhaus entstanden gotische Kielbogenfenster.
1709 erfolgte der Anbau einer Sakristei in barockem Stil. Der Turmhaus wurde erhöht und mit einem Zwiebelturm versehen. Zudem wurden die gotischen Fenster teilweise zugemauert und durch neue rundbogige Fenster ersetzt. Ein flaches Tonnengewölbe wurde im Langhaus eingezogen. Die Stuckarbeiten daran sind in Grün und Rot ausgeführt und stammen von Francesco Marazzi, der auch in Irsee, Andechs und Weißenau wirkte. Der zweisäumige barocke Altar trägt einen braun marmorierten Holzaufbau mit vergoldetem Akanthus- und Palmettendekor. Das Altarblatt gilt seit den 1920er-Jahren als verschollen. Im Laiengestühl aus Eichenholz wiederholt sich in den Schnitzereien das Akanthusmuster. Szenen aus dem Leben des Heiligen Dominikus schmücken die Brüstung der hölzernen Westempore.
Im 20. Jahrhundert wurden die maroden barocken Deckengemälde entfernt und 1923 durch Fresko-Malereien des Münchner Künstlers Florian Bosch ersetzt. Bosch schuf Motive aus dem Themenbereich Krieg und Frieden und porträtierte dabei Kinder aus eingesessenen Kaufbeurer Familien.